# Јован Спасић
Јован Спасић (Лесковац, 7. септембар 1909 — Ровињ, 9. април 1981) је био југословенски фудбалски репрезентативни голман.
Као каменорезачки радник почео да игра фудбал у лесковачком СК Момчилу, а од 1929. је члан београдске Југославије за коју је бранио на 281 утакмици (примио 403 гола). Бранио је све до јесени 1938.
За репрезентацију Београда бранио је на 17 утакмица, а за репрезентацију Југославије у 15 сусрета. Дебитовао је 15. марта 1931. против Грчке (4:1) у Београду, а последњу утактницу одиграо је 12. јула 1936. против Турске (3:3) у Истанбулу.
После рата као тренер радио је у Мачви из Шапца и у неколико београдских клубова, а једно време водио је репрезентацију глувонемих Југославије. Касније је радио искључиво као тренер голмана и био је учитељ Ловрићу, Видинићу, Кривокући, Раденковићу и другим познатим голманима.